# Хрипчук, Даниил Сергеевич
Дании́л Серге́евич Хрипчу́к (укр. Даніїл Сергійович Хрипчук; род. 9 декабря 2003, Харьков) — украинский футболист, полузащитник клуба «Ворскла».

## Клубная карьера
Воспитанник харьковских команд ДЮСШ № 9 и «Металлист». В ДЮФЛУ с 2016 по 2020 год выступал за киевское «Динамо».
В сентябре 2020 года подписал контракт с «Ворсклой». Выступал за юношескую и молодежную команду полтавчан. За первую команду «Ворсклы» дебютировал 17 апреля 2021 в победном (4:2) домашнем поединке 22-го тура Премьер-лиги против луганской «Зари». Даниил вышел на поле на 80-й минуте, заменив Владимира Чеснакова.

## Карьера в сборной
В марте 2021 года вызван в предыдущий состав юношеской сборной Украины (до 18), с которой, как ожидалось, должен был принять участие в подготовке к отборочным матчам к юношескому Евро-2022, но впоследствии сбор отменили из-за пандемии COVID-19.
В октябре 2021 года, дебютировал за юношескую сборную Украины (до 19 лет), в матче против сверстников из Мальты.

## Достижения
«Ворскла»
- Финалист Кубка Украины: 2023/24